# 1966-os labdarúgó-világbajnokság-selejtező
Az 1966-os labdarúgó-világbajnokság selejtezőiben 74 ország válogatottja indult, de csak 16 csapat lehetett ott a végső tornán Angliában.  Anglia és  Brazília automatikusan kvalifikálta magát: előbbi rendező országként, utóbbi címvédőként.
A 16 helyet a kontinentális zónák osztották szét alábbiak szerint:
- Európa (UEFA): 10 hely, 1 az automatikusan továbbjutó Angliáé, a további 9 helyért 32 csapat küzdött (köztük  Izrael és  Szíria)
- Dél-Amerika (CONMEBOL): 4 hely, 1 az automatikusan továbbjutó Brazíliáé, a további 3 helyért 9 csapat küzdött
- Észak-Amerika, Közép-Amerika és a Karib-térség (CONCACAF): 1 hely, 10 csapat versengett érte
- Afrika és Ázsia (CAF/AFC): 1 hely, 21 csapat versengett érte (köztük  Ausztrália).

Összesen 127 selejtezőmérkőzést játszottak le, amiken 393 gól született (átlag 3,09 gól/mérkőzés).
Mivel a FIFA 19 afrikai, egy ázsiai és egy óceániai csapatnak csak egy helyet biztosított, tiltakozásul 15 afrikai és egy ázsiai csapat visszavonta nevezését, Dél-Afrikát pedig apartheidpolitikája miatt tiltotta ki a FIFA.

## Európa
Anglia rendezőként automatikusan továbbjutott, így 30 európai csapat küzdött tovább a számukra fenntartott helyekért, hozzájuk csatlakozott 2 ázsiai csapat. A 32 csapatot 9 csoportra osztották; 4 csoport játszott 3 csapattal és 5 csoport 4 csapattal. A csapatok oda-vissza játszottak. A csoportgyőztes jutott tovább. Ha az első helyen azonos pontszámmal állt két csapat, a továbbjutást nem a gólarány, hanem egy semleges helyszínen játszott mérkőzés döntötte el.

### UEFA 1. csoport
1965. május 9. Brüsszel, Belgium -  Belgium 1 - 0  Izrael
1965. június 13. Szófia, Bulgária -  Bulgária 4 - 0  Izrael
1965. szeptember 26. Szófia, Bulgária -  Bulgária 3 - 0  Belgium
1965. október 27. Brüsszel, Belgium -  Belgium 5 - 0  Bulgária
1965. november 10. Ramat Gan, Izrael -  Izrael 0 - 5  Belgium
1965. november 21. Ramat Gan, Izrael -  Izrael 1 - 2  Bulgária
|    | Csapat   | Pont | M | Gy | D | V | Lg | Kg |
| -- | -------- | ---- | - | -- | - | - | -- | -- |
| 1= | Belgium  | 6    | 4 | 3  | 0 | 1 | 11 | 3  |
| 1= | Bulgária | 6    | 4 | 3  | 0 | 1 | 9  | 6  |
| 3  | Izrael   | 0    | 4 | 0  | 0 | 4 | 1  | 12 |

 Belgium és  Bulgária azonos pontszámmal végzett az első helyen, így egy semleges helyszínen játszottak le egy mérkőzést, ami eldöntötte, ki lesz a továbbjutó.
1965. december 29. Firenze, Olaszország -  Bulgária 2 - 1  Belgium
Bulgária jutott tovább

### UEFA 2. csoport
1964. november 4. Nyugat-Berlin, Németország -  NSZK 1 - 1  Svédország
1965. április 24. Karlsruhe, Németország -  NSZK 5 - 0  Ciprus
1965. május 5. Norrköping, Svédország -  Svédország 3 - 0  Ciprus
1965. szeptember 26. Stockholm, Svédország -  Svédország 1 - 2  NSZK
1965. november 7. Famagusta, Ciprus -  Ciprus 0 - 5  Svédország
1965. november 14. Nicosia, Ciprus -  Ciprus 0 - 6  NSZK
|   | Csapat     | Pont | M | Gy | D | V | Lg | Kg |
| - | ---------- | ---- | - | -- | - | - | -- | -- |
| 1 | NSZK       | 7    | 4 | 3  | 1 | 0 | 14 | 2  |
| 2 | Svédország | 5    | 4 | 2  | 1 | 1 | 10 | 3  |
| 3 | Ciprus     | 0    | 4 | 0  | 0 | 4 | 0  | 19 |

Nyugat-Németország jutott tovább

### UEFA 3. csoport
1964. szeptember 20. Belgrád, Jugoszlávia -  Jugoszlávia 3 - 1  Luxemburg
1964. október 4. Luxembourg, Luxemburg -  Luxemburg 0 - 2  Franciaország
1964. november 8. Luxembourg, Luxemburg -  Luxemburg 0 - 2  Norvégia
1964. november 11. Párizs, Franciaország -  Franciaország 1 - 0  Norvégia
1965. április 18. Belgrád, Jugoszlávia -  Jugoszlávia 1 - 0  Franciaország
1965. május 27. Trondheim, Norvégia -  Norvégia 4 - 2  Luxemburg
1965. június 16. Oslo, Norvégia -  Norvégia 3 - 0  Jugoszlávia
1965. szeptember 15. Oslo, Norvégia -  Norvégia 0 - 1  Franciaország
1965. szeptember 19. Luxembourg, Luxemburg -  Luxemburg 2 - 5  Jugoszlávia
1965. október 9. Párizs, Franciaország -  Franciaország 1 - 0  Jugoszlávia
1965. november 6. Marseille, Franciaország -  Franciaország 4 - 1  Luxemburg
1965. november 7. Belgrád, Jugoszlávia -  Jugoszlávia 1 - 1  Norvégia
|   | Team          | Pont | M | Gy | D | V | Lg | Kg |
| - | ------------- | ---- | - | -- | - | - | -- | -- |
| 1 | Franciaország | 10   | 6 | 5  | 0 | 1 | 9  | 2  |
| 2 | Norvégia      | 7    | 6 | 3  | 1 | 2 | 10 | 5  |
| 3 | Jugoszlávia   | 7    | 6 | 3  | 1 | 2 | 10 | 8  |
| 4 | Luxemburg     | 0    | 6 | 0  | 0 | 6 | 6  | 20 |

Franciaország jutott tovább.

### UEFA 4. csoport
1965. január 24. Lisszabon, Portugália -  Portugália 5 - 1  Törökország
1965. április 19. Ankara, Törökország -  Törökország 0 - 1  Portugália
1965. április 25. Pozsony, Csehszlovákia -  Csehszlovákia 0 - 1  Portugália
1965. május 2. Bukarest, Románia -  Románia 3 - 0  Törökország
1965. május 30. Bukarest, Románia -  Románia 1 - 0  Csehszlovákia
1965. június 13. Lisszabon, Portugália -  Portugália 2 - 1  Románia
1965. szeptember 19. Prága, Csehszlovákia -  Csehszlovákia 3 - 1  Románia
1965. október 9. Isztambul, Törökország -  Törökország 0 - 6  Csehszlovákia
1965. október 23. Ankara, Törökország -  Törökország 2 - 1  Románia
1965. október 31. Porto, Portugália -  Portugália 0 - 0  Csehszlovákia
1965. november 21. Brno, Csehszlovákia -  Csehszlovákia 3 - 1  Törökország
1965. november 21. Bukarest, Románia -  Románia 2 - 0  Portugália
|   | Csapat        | Pont | M | Gy | D | V | Lg | Kg |
| - | ------------- | ---- | - | -- | - | - | -- | -- |
| 1 | Portugália    | 9    | 6 | 4  | 1 | 1 | 9  | 4  |
| 2 | Csehszlovákia | 7    | 6 | 3  | 1 | 2 | 12 | 4  |
| 3 | Románia       | 6    | 6 | 3  | 0 | 3 | 9  | 7  |
| 4 | Törökország   | 2    | 6 | 1  | 0 | 5 | 4  | 19 |

Portugália jutott tovább

### UEFA 5. csoport
1964. május 24. Rotterdam, Hollandia -  Hollandia 2 - 0  Albánia
1964. október 14. Belfast, Észak-Írország -  Észak-Írország 1 - 0  Svájc
1964. október 25. Tirana, Albánia -  Albánia 0 - 2  Hollandia
1964. november 14. Lausanne, Svájc -  Svájc 2 - 1  Észak-Írország
1965. március 17. Belfast, Észak-Írország -  Észak-Írország 2 - 1  Hollandia
1965. április 7. Rotterdam, Hollandia -  Hollandia 0 - 0  Észak-Írország
1965. április 11. Tirana, Albánia -  Albánia 0 - 2  Svájc
1965. május 2. Genf, Svájc -  Svájc 1 - 0  Albánia
1965. május 7. Belfast, Észak-Írország -  Észak-Írország 4 - 1  Albánia
1965. október 17. Amszterdam, Hollandia -  Hollandia 0 - 0  Svájc
1965. november 14. Bern, Svájc -  Svájc 2 - 1  Hollandia
1965. november 24. Tirana, Albánia -  Albánia 1 - 1  Észak-Írország
|   | Csapat         | Pont | M | Gy | D | V | Lg | Kg |
| - | -------------- | ---- | - | -- | - | - | -- | -- |
| 1 | Svájc          | 9    | 6 | 4  | 1 | 1 | 7  | 3  |
| 2 | Észak-Írország | 8    | 6 | 3  | 2 | 1 | 9  | 5  |
| 3 | Hollandia      | 6    | 6 | 2  | 2 | 2 | 6  | 4  |
| 4 | Albánia        | 1    | 6 | 0  | 1 | 5 | 2  | 12 |

Svájc jutott tovább

### UEFA 6. csoport
1965. április 25. Bécs, Ausztria -  Ausztria 1 - 1  NDK
1965. május 23. Lipcse, Németország -  NDK 1 - 1  Magyarország
1965. június 13. Bécs, Ausztria -  Ausztria 0 - 1  Magyarország
1965. szeptember 5. Budapest, Magyarország -  Magyarország 3 - 0  Ausztria
1965. október 9. Budapest, Magyarország -  Magyarország 3 - 2  NDK
1965. október 31. Lipcse, Németország -  NDK 1 - 0  Ausztria
|   | Csapat       | Pont | M | Gy | D | V | Lg | Kg |
| - | ------------ | ---- | - | -- | - | - | -- | -- |
| 1 | Magyarország | 7    | 4 | 3  | 1 | 0 | 8  | 3  |
| 2 | NDK          | 4    | 4 | 1  | 2 | 1 | 5  | 5  |
| 3 | Ausztria     | 1    | 4 | 0  | 1 | 3 | 1  | 6  |

Magyarország jutott tovább

### UEFA 7. csoport
1964. október 21. Koppenhága, Dánia -  Dánia 1 - 0  Wales
1964. november 29. Athén, Görögország -  Görögország 4 - 2  Dánia
1964. december 9. Athén, Görögország -  Görögország 2 - 0  Wales
1965. március 17. Cardiff, Wales -  Wales 4 - 1  Görögország
1965. május 23. Moszkva, Szovjetunió -  Szovjetunió 3 - 1  Görögország
1965. május 30. Moszkva, Szovjetunió -  Szovjetunió 2 - 1  Wales
1965. június 27. Moszkva, Szovjetunió -  Szovjetunió 6 - 0  Dánia
1965. október 3. Athén, Görögország -  Görögország 1 - 4  Szovjetunió
1965. október 17. Koppenhága, Dánia -  Dánia 1 - 3  Szovjetunió
1965. október 27. Cardiff, Wales -  Wales 2 - 1  Szovjetunió
1965. október 27. Koppenhága, Dánia -  Dánia 1 - 1  Görögország
1965. december 1. Wrexham, Wales -  Wales 4 - 2  Dánia
|   | Csapat      | Pont | M | Gy | D | V | Lg | Kg |
| - | ----------- | ---- | - | -- | - | - | -- | -- |
| 1 | Szovjetunió | 10   | 6 | 5  | 0 | 1 | 19 | 6  |
| 2 | Wales       | 6    | 6 | 3  | 0 | 3 | 11 | 9  |
| 3 | Görögország | 5    | 6 | 2  | 1 | 3 | 10 | 14 |
| 4 | Dánia       | 3    | 6 | 1  | 1 | 4 | 7  | 18 |

Szovjetunió jutott tovább

### UEFA 8. csoport
1964. október 21. Glasgow, Skócia -  Skócia 3 - 1  Finnország
1964. november 4. Genova, Olaszország -  Olaszország 6 - 1  Finnország
1965. április 18. Varsó, Lengyelország -  Lengyelország 0 - 0  Olaszország
1965. május 23. Chorzów, Lengyelország -  Lengyelország 1 - 1  Skócia
1965. május 27. Helsinki, Finnország -  Finnország 1 - 2  Skócia
1965. június 23. Helsinki, Finnország -  Finnország 0 - 2  Olaszország
1965. szeptember 26. Helsinki, Finnország -  Finnország 2 - 0  Lengyelország
1965. október 13. Glasgow, Skócia -  Skócia 1 - 2  Lengyelország
1965. október 24. Szczecin, Lengyelország -  Lengyelország 7 - 0  Finnország
1965. november 1. Róma, Olaszország -  Olaszország 6 - 1  Lengyelország
1965. november 9. Glasgow, Skócia -  Skócia 1 - 0  Olaszország
1965. december 7. Nápoly, Olaszország -  Olaszország 3 - 0  Skócia
|   | Csapat        | Pont | M | Gy | D | V | Lg | Kg |
| - | ------------- | ---- | - | -- | - | - | -- | -- |
| 1 | Olaszország   | 9    | 6 | 4  | 1 | 1 | 17 | 3  |
| 2 | Skócia        | 7    | 6 | 3  | 1 | 2 | 8  | 8  |
| 3 | Lengyelország | 6    | 6 | 2  | 2 | 2 | 11 | 10 |
| 4 | Finnország    | 2    | 6 | 1  | 0 | 5 | 5  | 20 |

Olaszország jutott tovább

### UEFA 9. csoport
Szíria visszalépett.
1965. május 5. Dublin, Írország -  Írország 1 - 0  Spanyolország
1965. október 27. Sevilla, Spanyolország -  Spanyolország 4 - 1  Írország
|   | Csapat        | Pont | M | Gy | D | V | Lg | Kg | Ga  |
| - | ------------- | ---- | - | -- | - | - | -- | -- | --- |
| 1 | Írország      | 2    | 2 | 1  | 0 | 1 | 2  | 4  | 0.5 |
| 2 | Spanyolország | 2    | 2 | 1  | 0 | 1 | 4  | 2  | 2   |

Írország és Spanyolország azonos pontszámmal végzett a csoportban, ezért egy semleges helyszínen lejátszott mérkőzés döntötte el a továbbjutást. A mérkőzést először Londonban tartották volna, ami ideális helyszín lett volna az íreknek a nagy bevándorló ír lakosság miatt, viszont a két ország labdarúgó-szövetsége megegyezett abban, hogy a mérkőzést London helyett Párizsban rendezzék meg.
1965. november 10. Párizs, Franciaország -  Spanyolország 1 - 0  Írország
Spanyolország jutott tovább

## Dél-Amerika
Brazília címvédőként automatikusan továbbjutott, ezért kilenc dél-amerikai csapat küzdött a három fenntartott helyért. A 9 csapatot 3 csoportra osztották. A csapatok oda-vissza játszottak. A csoportgyőztes jutott tovább, azonos pontszám esetén újabb mérkőzés döntötte el a továbbjutást.

### CONMEBOL 1. csoport
1965. május 16. Lima, Peru -  Peru 1 - 0  Venezuela
1965. május 23. Montevideo, Uruguay -  Uruguay 5 - 0  Venezuela
1965. május 30. Caracas, Venezuela -  Venezuela 1 - 3  Uruguay
1965. június 2. Caracas, Venezuela -  Venezuela 3 - 6  Peru
1965. június 6. Lima, Peru -  Peru 0 - 1  Uruguay
1965. június 13. Montevideo, Uruguay -  Uruguay 2 - 1  Peru
|   | Csapat    | Pont | M | Gy | D | V | Lg | Kg |
| - | --------- | ---- | - | -- | - | - | -- | -- |
| 1 | Uruguay   | 8    | 4 | 4  | 0 | 0 | 11 | 2  |
| 2 | Peru      | 4    | 4 | 2  | 0 | 2 | 8  | 6  |
| 3 | Venezuela | 0    | 4 | 0  | 0 | 4 | 4  | 15 |

Uruguay jutott tovább

### CONMEBOL 2. csoport
1965. július 20. Barranquilla, Kolumbia -  Kolumbia 0 - 1  Ecuador
1965. július 25. Guayaquil, Ecuador -  Ecuador 2 - 0  Kolumbia
1965. augusztus 1. Santiago, Chile -  Chile 7 - 2  Kolumbia
1965. augusztus 7. Barranquilla, Kolumbia -  Kolumbia 2 - 0  Chile
1965. augusztus 15. Guayaquil, Ecuador -  Ecuador 2 - 2  Chile
1965. augusztus 22. Santiago, Chile -  Chile 3 - 1  Ecuador
|    | Csapat   | Pont | M | Gy | D | V | Lg | Kg |
| -- | -------- | ---- | - | -- | - | - | -- | -- |
| 1= | Chile    | 5    | 4 | 2  | 1 | 1 | 12 | 7  |
| 2  | Ecuador  | 5    | 4 | 2  | 1 | 1 | 6  | 5  |
| 3  | Kolumbia | 2    | 4 | 1  | 0 | 3 | 4  | 10 |

 Chile és  Ecuador azonos pontszámmal végzett a csoportban, ezért egy semleges helyszínen játszott mérkőzés döntötte el a továbbjutást.
1965. október 12. Lima, Peru -  Chile 2 - 1  Ecuador
Chile jutott tovább

### CONMEBOL 3. csoport
1965. július 25. Asunción, Paraguay -  Paraguay 2 - 0  Bolívia
1965. augusztus 1. Buenos Aires, Argentína -  Argentína 3 - 0  Paraguay
1965. augusztus 8. Asunción, Paraguay -  Paraguay 0 - 0  Argentína
1965. augusztus 17. Buenos Aires, Argentína -  Argentína 4 - 1  Bolívia
1965. augusztus 22. La Paz, Bolívia -  Bolívia 2 - 1  Paraguay
1965. augusztus 29. La Paz, Bolívia -  Bolívia 1 - 2  Argentína
|   | Csapat    | Pont | M | Gy | D | V | Lg | Kg |
| - | --------- | ---- | - | -- | - | - | -- | -- |
| 1 | Argentína | 7    | 4 | 3  | 1 | 0 | 9  | 2  |
| 2 | Paraguay  | 3    | 4 | 1  | 1 | 2 | 3  | 5  |
| 3 | Bolívia   | 2    | 4 | 1  | 0 | 3 | 4  | 9  |

Argentína jutott tovább

## Észak-Amerika, Közép-Amerika és a Karib-térség
A FIFA elutasította  Guatemala nevezését. Kilenc észak-és közép-amerikai csapat versengett egy fenntartott helyért. Ebben a térségben két körben rendezték a mérkőzéseket.
- Első kör: A 9 csapatot 3 csoportra osztották. A csapatok oda-vissza játszottak. A csoportelső a második körbe jutott.
- Második kör: A 3 csoportelső játszott egymással oda-vissza mérkőzéseket. A csoport győztese jutott tovább.

### CONCACAF Első kör

#### 1. csoport
1965. február 28. San Pedro Sula, Honduras -  Honduras 0 - 1  Mexikó
1965. március 4. Mexikóváros, Mexikó -  Mexikó 3 - 0  Honduras
1965. március 7. Los Angeles, USA -  Egyesült Államok 2 - 2  Mexikó
1965. március 12. Mexikóváros, Mexikó -  Mexikó 2 - 0  Egyesült Államok
1965. március 17. San Pedro Sula, Honduras -  Honduras 0 - 1  Egyesült Államok
1965. március 21. Tegucigalpa, Honduras -  Egyesült Államok 1 - 1  Honduras
|   | Csapat           | Pont | M | Gy | D | V | Lg | Kg |
| - | ---------------- | ---- | - | -- | - | - | -- | -- |
| 1 | Mexikó           | 7    | 4 | 3  | 1 | 0 | 8  | 2  |
| 2 | Egyesült Államok | 4    | 4 | 1  | 2 | 1 | 4  | 5  |
| 3 | Honduras         | 1    | 4 | 0  | 1 | 3 | 1  | 6  |

Mexikó jutott tovább a második körbe

#### 2. csoport
A Holland Antillák 'hazai' mérkőzéseit semleges helyszínen játszották le.
1965. január 16. Kingston, Jamaica -  Jamaica 2 - 0  Kuba
1965. január 20. Kingston, Jamaica -  Antigua és Barbuda 1 - 1  Kuba
1965. január 23. Kingston, Jamaica -  Jamaica 2 - 0  Antigua és Barbuda
1965. január 30. Havanna, Kuba -  Kuba 0 - 1  Antigua és Barbuda
1965. február 3. Havanna, Kuba -  Antigua és Barbuda 0 - 0  Jamaica
1965. február 7. Havanna, Kuba -  Kuba 2 - 1  Jamaica
|   | Csapat             | Pont | M | Gy | D | V | Lg | Kg |
| - | ------------------ | ---- | - | -- | - | - | -- | -- |
| 1 | Jamaica            | 5    | 4 | 2  | 1 | 1 | 5  | 2  |
| 2 | Antigua és Barbuda | 4    | 4 | 1  | 2 | 1 | 2  | 3  |
| 3 | Kuba               | 3    | 4 | 1  | 1 | 2 | 3  | 5  |

Jamaica jutott tovább a második körbe

#### 3. csoport
1965. február 7. Port of Spain, Trinidad és Tobago -  Trinidad és Tobago 4 - 1  Holland Guyana
1965. február 12. San José, Costa Rica -  Costa Rica 1 - 0  Holland Guyana
1965. február 21. San José, Costa Rica -  Costa Rica 4 - 0  Trinidad és Tobago
1965. február 28. Paramaribo, Holland Guyana -  Holland Guyana 1 - 3  Costa Rica
1965. március 7. Port of Spain, Trinidad és Tobago -  Trinidad és Tobago 0 - 1  Costa Rica
1965. március 14. Paramaribo, Holland Guyana -  Holland Guyana 6 - 1  Trinidad és Tobago
|   | Csapat             | Pont | M | Gy | D | V | Lg | Kg |
| - | ------------------ | ---- | - | -- | - | - | -- | -- |
| 1 | Costa Rica         | 8    | 4 | 4  | 0 | 0 | 9  | 1  |
| 2 | Holland Guyana     | 2    | 4 | 1  | 0 | 3 | 8  | 9  |
| 3 | Trinidad és Tobago | 2    | 4 | 1  | 0 | 3 | 5  | 12 |

Costa Rica jutott tovább a második körbe

### CONCACAF második kör
1965. április 24. San José, Costa Rica -  Costa Rica 0 - 0  Mexikó
1965. május 3. Kingston, Jamaica -  Jamaica 2 - 3  Mexikó
1965. május 7. Mexikóváros, Mexikó -  Mexikó 8 - 0  Jamaica
1965. május 12. San José, Costa Rica -  Costa Rica 7 - 0  Jamaica
1965. május 16. Mexikóváros, Mexikó -  Mexikó 1 - 0  Costa Rica
1965. május 22. Kingston, Jamaica -  Jamaica 1 - 1  Costa Rica
|   | Csapat     | Pont | M | Gy | D | V | Lg | Kg |
| - | ---------- | ---- | - | -- | - | - | -- | -- |
| 1 | Mexikó     | 7    | 4 | 3  | 1 | 0 | 12 | 2  |
| 2 | Costa Rica | 4    | 4 | 1  | 2 | 1 | 8  | 2  |
| 3 | Jamaica    | 1    | 4 | 0  | 1 | 3 | 3  | 19 |

Mexikó jutott tovább

## Afrika és Ázsia
A FIFA elutasította  Kongó és  Fülöp-szigetek nevezését. Összesen 21 csapat három kontinensről nevezett a világbajnokságra: 16 Afrikából, 4 Ázsiából és egy Óceániából. Két ázsiai csapat, Izrael és Szíria az európai selejtezőkbe lett beosztva. Az így fennmaradt 19 csapat egy helyért versenyzett. Dél-Afrika nevezését azonban apartheidpolitikája miatt a FIFA elutasította. A többi 18 csapatnak pedig egyetlen hely maradt, ez váltotta ki a konfliktust a CAF és a FIFA közt, ami odáig fajult, hogy mind a 15 afrikai csapat visszalépett. Dél-Korea ugyanebből az okból vonta vissza nevezését. Így csak Ausztrália és Észak-Korea maradt a selejtezőben.
Eredetileg két körben játszották volna a mérkőzéseket, az első körben az afrikai, a másodikban az ázsiai és az óceániai csapatok mérkőztek volna meg egymással. A végső körben egy afrikai és egy ázsiai vagy óceániai csapat játszott volna a továbbjutásért.

### CAF Első kör

#### 1. csoport
Ghána és  Guinea visszalépett

#### 2. csoport
Szudán és  Kamerun visszalépett

#### 3. csoport
Tunézia,  Algéria és  Libéria visszalépett

#### 4. csoport
Marokkó,  Szenegál és  Mali visszalépett

#### 5. csoport
Etiópia és  Gabon visszalépett

#### 6. csoport
Egyesült Arab Köztársaság,  Líbia és  Nigéria visszalépett

### CAF Második kör
Az 1. csoport győztese az 5. csoport győztesével, a 2. csoport győztese a 4. csoport győztesével és a 3. csoport győztese a 6. csoport győztesével játszott volna a második körben, de az összes afrikai csapat visszalépése miatt egy mérkőzést sem játszottak le.

### AFC Első kör
A FIFA kitiltotta  Dél-afrikai Köztársaság csapatát faji megkülönböztetés miatt.  Dél-Korea visszavonta nevezését.
1965. november 21. Phnompen, Kambodzsa -  Észak-Korea 6 - 1  Ausztrália
1965. november 24. Phnompen, Kambodzsa -  Ausztrália 1 - 3  Észak-Korea
|   | Csapat      | Pont | M | Gy | D | V | Lg | Kg |
| - | ----------- | ---- | - | -- | - | - | -- | -- |
| 1 | Észak-Korea | 4    | 2 | 2  | 0 | 0 | 9  | 2  |
| 2 | Ausztrália  | 0    | 2 | 0  | 0 | 2 | 2  | 9  |

Észak-Korea jutott tovább a Második körbe

### CAF / AFC Második kör
Az afrikai csapatok visszalépése miatt  Észak-Korea automatikusan továbbjutott.

## Továbbjutó országok
| Válogatott    | Világbajnoki szereplések | Egymás utáni világbajnoki szereplés | Utolsó világbajnoki szereplés |
| ------------- | ------------------------ | ----------------------------------- | ----------------------------- |
| Argentína     | 5.                       | 3                                   | 1962                          |
| Brazília (c)  | 8.                       | 8                                   | 1962                          |
| Bulgária      | 2.                       | 2                                   | 1962                          |
| Chile         | 4.                       | 2                                   | 1962                          |
| Anglia (r)    | 5.                       | 5                                   | 1962                          |
| Franciaország | 6.                       | 1                                   | 1958                          |
| Magyarország  | 6.                       | 4                                   | 1962                          |
| Olaszország   | 6.                       | 2                                   | 1962                          |
| Észak-Korea   | 1.                       | 1                                   | -                             |
| Mexikó        | 6.                       | 5                                   | 1962                          |
| Portugália    | 1.                       | 1                                   | -                             |
| Spanyolország | 4.                       | 2                                   | 1962                          |
| Svájc         | 6.                       | 2                                   | 1962                          |
| Uruguay       | 5.                       | 2                                   | 1962                          |
| Szovjetunió   | 3.                       | 3                                   | 1962                          |
| NSZK          | 6.                       | 4                                   | 1962                          |

(r) - a rendező ország lévén automatikusan továbbjutott
(c) - a címvédő ország lévén automatikusan továbbjutott